# Altaj del Gobi

Posizione delle principali montagne del Gobi-Altaj.

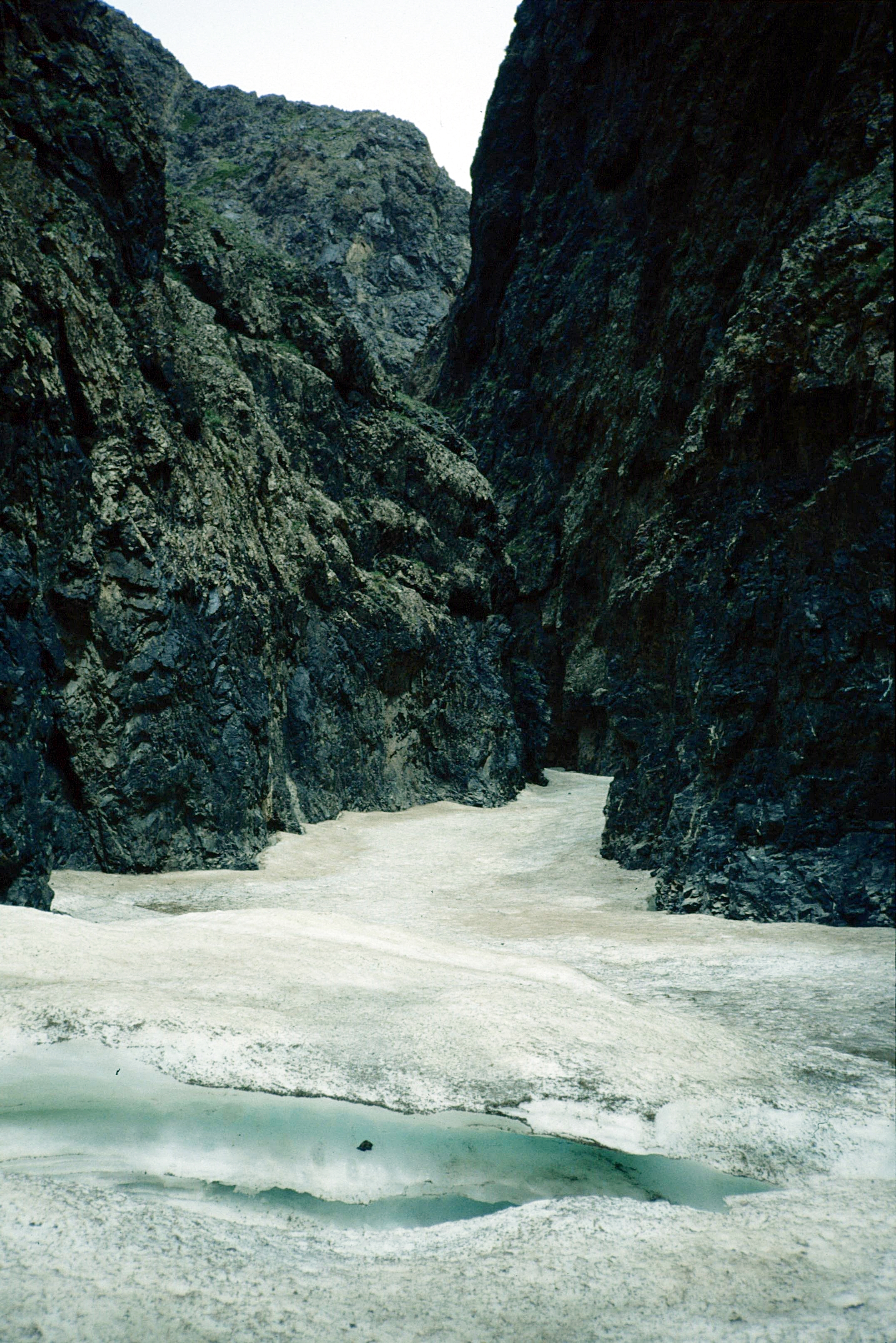
Yolyn Am, la «Gola dell'Avvoltoio».

L'Altaj del Gobi o Gobi-Altaj (in mongolo: Говь Алтайн нуруу) corrisponde alla parte sud-orientale dei monti Altaj nel sud-ovest della Mongolia.
Il Gobi-Altaj costituisce una continuazione sud-orientale dell'Altaj mongolo. Si estende per una lunghezza di 500 km in direzione NNO-SSE. La sua altitudine media è compresa tra 1500 e 2500 m. La vetta più alta è l'Ikh Bogd uul, con i suoi 3957 m. Il Gobi-Altaj è separato dai monti Khangai, a nord, da un altopiano. Ad est della catena montuosa si estende il deserto del Gobi.
Le montagne sono costituite principalmente da granito, arenaria e calcare. La regione del Gobi-Altaj è estremamente soggetta a terremoti.

## Cime principali
- Ikh Bogd uul (Их Богд уул) (3957 m) 44°59′42″N 100°13′51″E
- Baga Bogd uul (Бага Богд уул) (3600 m) 44°53′48″N 101°34′36″E